# Canadian Airlines

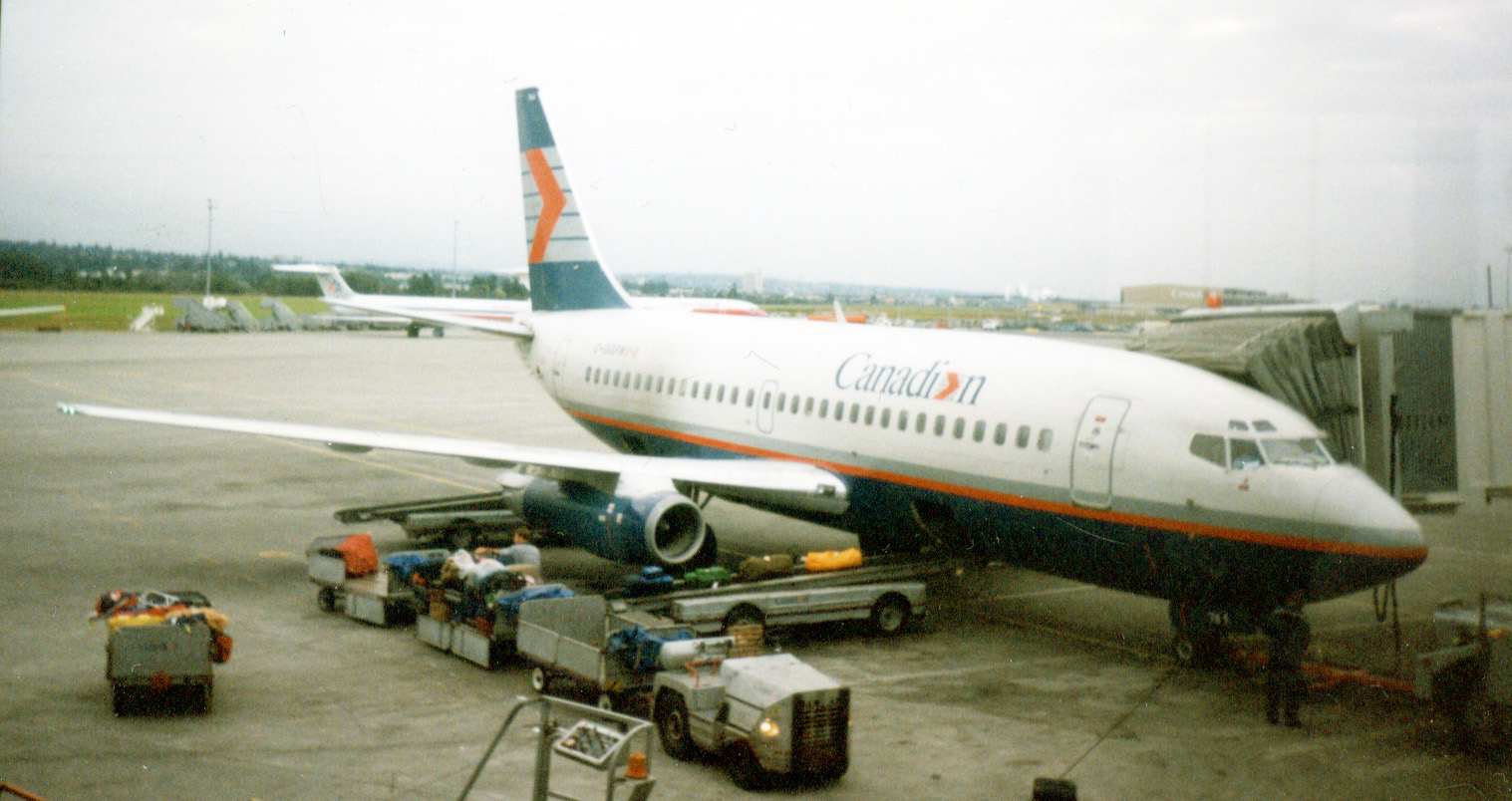
Canadian Airlines Boeing 737

Canadian Airlines var ett kanadensiskt flygbolag, uppköpt 2000 av Air Canada.
Canadian Airlines International Ltd startade sin flygverksamhet 1987 och opererade under eget namn fram till 2001. Från 1999 och framåt som ett dotterbolag till Air Canada.
Canadian Airlines var med och grundade flygbolagsalliansen Oneworld.